# Pride (álbum de Robert Palmer)
Pride es el séptimo álbum de estudio del cantante británico de rock Robert Palmer, publicado en 1983 por Island Records. Como era habitual en su carrera, Palmer vuelve a mezclar géneros musicales en este disco, por ejemplo retoma los elementos de la música caribeña que había incursionado en Double Fun y Secrets. A pesar de aquello mantiene en esencia el estilo de Clues, por el uso frecuente de sintetizadores y teclados. Considerado por el propio cantante como uno de sus álbumes favoritos, contiene dos versiones: «Take My Heart (You Can Have It If You Want It)» de Kool & the Gang denominada aquí como «You Can Have It (Take My Heart)» y «You Are in My System» de The System.
El 28 de mayo de 1983 alcanzó el puesto 112 en la lista estadounidense Billboard 200, siendo su primer trabajo de estudio desde Pressure Drop (1975) que no ingresó en el top 100. Por su parte, en el Reino Unido logró la casilla 37 en el UK Albums Chart. Para promocionarlo se publicaron tres sencillos: «Pride», «You Can Have It (Take My Heart)» y «You Are in My System». Este último fue el más exitoso en los Estados Unidos, ya que consiguió la cuarta posición en el Dance Club Songs en julio de 1983.

## Lista de canciones
| N.º | Título                                                         | Escritor(es)                                              | Duración |  |
| 1.  | «Pride»                                                        | Robert Palmer                                             | 3:27     |  |
| 2.  | «Deadline»                                                     | Palmer                                                    | 3:53     |  |
| 3.  | «Want You More»                                                | Palmer                                                    | 3:26     |  |
| 4.  | «Dance for Me»                                                 | Palmer                                                    | 3:42     |  |
| 5.  | «You Are in My System» (versión de The System)                 | David Frank, Mic Murphy                                   | 4:20     |  |
| 6.  | «It's Not Difficult»                                           | Palmer                                                    | 3:41     |  |
| 7.  | «Say You Will»                                                 | Palmer, Rupert Hine                                       | 3:46     |  |
| 8.  | «You Can Have It (Take My Heart)» (versión de Kool & the Gang) | Kool & the Gang, J.T. Taylor, George Brown, Claydes Smith | 3:07     |  |
| 9.  | «What You Waiting For»                                         | Palmer                                                    | 3:44     |  |
| 10. | «The Silver Gun»                                               | Palmer, Alan Powell                                       | 5:33     |  |

## Músicos
- Robert Palmer: voz, guitarra, teclados y arreglos
- Alan Mansfield: guitarra y teclados
- Frank Blair: bajo
- Michael Dawe, Bill Bonaparte y Dony Wynn: batería
- Rupert Hine y Jack Waldman: teclados
- David Frank: teclados (pista cinco)